# Рид, Лу
Льюис Аллан Рид (англ. Lewis Allan Reed; 2 марта 1942[…], Бруклин, Нью-Йорк — 27 октября 2013[…], Ист-Хамптон, Нью-Йорк) — американский музыкант, певец, автор песен и поэт. Он был гитаристом, певцом и главным автором песен рок-группы Velvet Underground, а сольная карьера длилась на протяжении пяти десятилетий. The Velvet Underground не имели коммерческого успеха за время своего существования, но стали одной из самых влиятельных групп в истории андеграундной и альтернативной рок-музыки. Характерный невозмутимый голос Рида, поэтические и трансгрессивные тексты, а также экспериментальная игра на гитаре были визитной карточкой на протяжении всей его долгой карьеры.
После ухода из группы в 1970 году Рид выпустил двадцать сольных студийных альбомов. Его второй альбом, Transformer (1972), был спродюсирован Дэвидом Боуи и аранжирован Миком Ронсоном, что принесло ему широкое признание. Альбом считается влиятельным в жанре глэм-рока, а его основой стал самый успешный сингл Рида «Walk on the Wild Side». После Transformer менее коммерческий, но получивший признание критиков, Berlin занял седьмую строчку в UK Albums Chart. Rock ’n’ Roll Animal (концертный альбом, выпущенный в 1974 году) хорошо продавался, а Sally Can’t Dance (1974) занял 10-е место в рейтинге Billboard 200; но в течение долгого времени после этого работы Рида не приносили прибыли, что привело его к наркотической зависимости и алкоголизму. Рид избавился от них в начале 1980-х и постепенно вернулся к известности с New Sensations (1984), достигнув коммерческого пика карьеры со своим альбомом 1989 года New York.
В 1990-х Рид участвовал в реформировании Velvet Underground и записал ещё несколько альбомов, в том числе совместный с Джоном Кейлом Songs for Drella, посвящённый их бывшему наставнику Энди Уорхолу. Magic and Loss (1992) стал самым продаваемым альбомом Рида в чарте альбомов Великобритании, заняв 6-е место.
Он написал музыку к двум театральным интерпретациям произведений писателей XIX века, одна из которых вошла в альбом под названием The Raven. В 2008 году он женился на своей третьей жене Лори Андерсон и записал совместно с группой Metallica альбом Lulu. Рид умер в 2013 году от болезни печени. Он дважды включён в Зал славы рок-н-ролла; как участник Velvet Underground в 1996 году и как сольный исполнитель в 2015 году.

## Биография

### 1942—57: Ранняя жизнь
Льюис Аллан Рид родился 2 марта 1942 года в больнице Бет Эль (позже Брукдейл) в Бруклине и вырос во Фрипорте, Лонг-Айленд. Рид был сыном Тоби (урождённая Футтерман) (1920—2013) и Сидни Джозефа Рида (1913—2005), бухгалтера. Его семья была еврейской, а его бабушка и дедушка были русскими евреями, бежавшими от антисемитизма; отец сменил фамилию с Рабиновиц на Рид. Рид говорил, что, хоть он и был евреем, его настоящим богом был рок-н-ролл.
Учился в начальной школе Аткинсона в Фрипорте и продолжил обучение в неполной средней школе Фрипорта. Его сестра Меррил, урождённая Маргарет Рид, сказала, что в подростковом возрасте он страдал от приступов паники, становился неловким в общении и «обладал хрупким темпераментом», но был очень сосредоточен на вещах, которые ему нравились, в основном на музыке. Научившись играть на гитаре по радио[что?], он рано проявил интерес к рок-н-роллу и ритм-н-блюзу, а в старшей школе играл в нескольких группах.

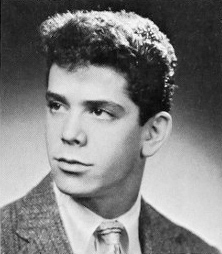
Рид в старшей школе, 1959 год

Рид страдал дислексией.

### 1958—64: Ранние записи и образование
Он начал экспериментировать с наркотиками в возрасте 16 лет. Первую запись Рид сделал в составе ду-воп-группы из трёх человек под названием The Jades, в которой Рид аккомпанировал на гитаре и пел на бэк-вокале. После участия в шоу талантов в средней школе Фрипорта в начале 1958 года и получения восторженной реакции публики, группе была предоставлена возможность записать в том же году оригинальный сингл «So Blue» с би-сайдом «Leave Her for Me». Хотя сингл не попал в чарты, известный саксофонист Кинг Кёртис был приглашён в качестве сессионного музыканта продюсером Бобом Шадом, чтобы сыграть на обеих песнях. Сингл прозвучал во время радиошоу Murray the K, что обеспечило Риду первый в его карьере выход в эфир. Любовь Рида к музыке и его желание давать концерты привели к конфронтации со своими встревоженными и некомпетентными родителями. Его сестра вспоминала, что во время первого года обучения в колледже его однажды привезли домой с психическим расстройством, после чего он некоторое время оставался «подавленным, тревожным и социально невосприимчивым», и его родителям было трудно с этим справиться. Посещение психолога заставило родителей Рида почувствовать себя виноватыми, и они согласились на проведение электросудорожной терапии (ЭСТ). Рид, похоже, винил своего отца в том, что с ним так обращались. Он написал об этом опыте в своей песне «Kill Your Sons» из альбома Sally Can't Dance (1974). Позже Рид вспоминал, что этот опыт был травматическим и привёл к потере памяти. Он считал, что его лечили, чтобы развеять его гомосексуальные чувства . После смерти Рида его сестра отрицала, что лечение ЭСТ было направлено на подавление его «гомосексуальных побуждений», утверждая, что их родители не были гомофобами, но врачи сказали, что ЭСТ была необходима для лечения психических и поведенческих проблем Рида.
После выздоровления от болезни и связанного с этим лечением, Рид возобновил в 1960 году своё образование в Сиракузском университете, изучая журналистику, режиссуру и писательское мастерство. Был командиром взвода в ROTC; по его словам позже он был исключён из программы за то, что приставил незаряженное ружьё к голове своего начальника.
В 1961 году он начал вести ночную радиопрограмму на WAER под названием Excursions on a Wobbly Rai Названная в честь песни пианиста Сесила Тейлора, программа обычно включала ду-воп, ритм-энд-блюз и джаз, в частности, фри-джаз, получивший развитие в середине 1950-х. Рид сказал, что когда он начинал, он был вдохновлён такими музыкантами как Орнетт Коулман, который «всегда оказывал на него большое влияние»; он сказал, что его гитара на «European Son» была его способом имитации джазового саксофониста. Сестра Рида сказала, что в то время, когда его брат был в Сиракузах, власти университета безуспешно пытались исключить его, поскольку они не одобряли его внеклассных занятий. В Сиракузском университете он учился у поэта Делмора Шварца, который был, по его словам, «первым великим человеком, которого я встретил», и они стали друзьями. Шварцу он приписывал то, что тот показал ему, как «при помощи простейшего языка, который только можно представить, и очень короткого, вы можете достичь самых удивительных высот». Одним из бывших студентов Рида в Сиракузах в ранние 1960-е (который также учился у Шварца) был музыкант Гарланд Джеффриз; они оставались близкими друзьями до конца жизни Рида.
Джеффриз вспоминал о жизни Рида в Сиракузах так: «В четыре днём мы все встречались [в баре] „Апельсиновая роща“. Я, Делмор и Лу. Это часто было центром команды. И Делмор был лидером — нашим тихим лидером». В Сиракузах Рид также познал внутривенное употребление наркотиков и быстро заразился гепатитом. Стерлинг Моррисон в то время не посещал Сиракузы, но встретил Рида, когда был у общего друга Джима Такера, старшего брата барабанщицы Velvet Underground Мо Такер, который там посещал школу. Рид позднее посвятил песню «European Son» из первого альбома Velvet Underground Шварцу. В 1982 году Рид записал «My House» из своего альбома The Blue Mask в качестве дани уважения своему покойному наставнику. Позднее он сказал, что его целью как писателя было «привнести чувствительность романа в рок-музыку» или написать Великий американский роман в виде альбома. Рид выпустился из колледжа искусств и наук Сиракузского университета с почётом (Cum laude) в Англии в июне 1964 года.

### 1964—70: Pickwick и the Velvet Underground

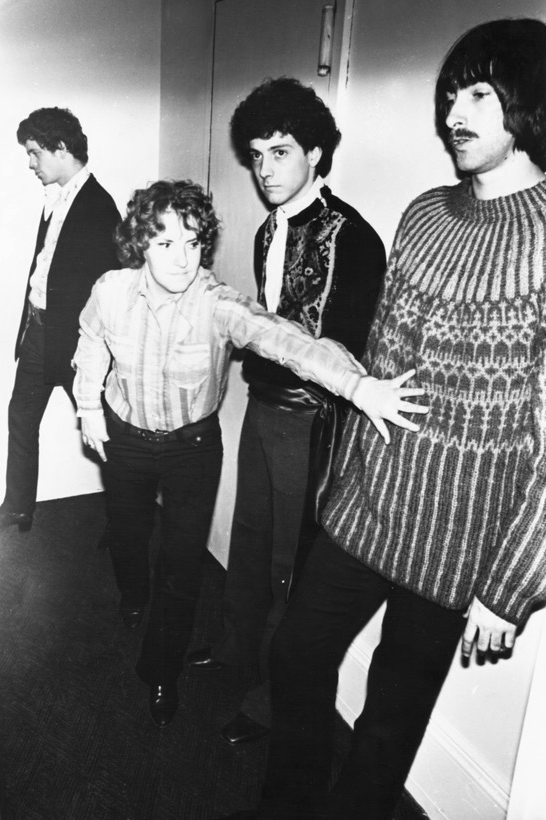
The Velvet Underground, 1968 год

В 1964 году Рид переехал в Нью-Йорк, чтобы работать штатным автором песен для Pickwick Records. В том же году он написал и записал сингл «The Ostrich», пародию на популярные танцевальные песни того времени, который включал такие строки, как «put your head on the floor and have somebody step on it» («положи голову на пол и пусть кто-нибудь наступит на неё»). Его работодатели почувствовали, что у песни есть потенциал хита, и собрали группу поддержки, чтобы помочь продвинуть запись. В состав «специальной» группы, получившей название Primitives, входил валлийский музыкант Джон Кейл, который недавно переехал в Нью-Йорк изучать музыку и играл на альте в группе Theatre of Eternal Music композитора Ла Монте Янга вместе с Тони Конрадом. Кейл и Конрад были удивлены, узнав, что для «The Ostrich» Рид настроил каждую струну своей гитары на одну и ту же ноту, которую они стали называть его «страусовой настройкой гитары». Эта техника создавала эффект дрона подобный их экспериментам в авангардном ансамбле Янга. Разочарованный исполнением Рида, Кейл был тем не менее впечатлён ранним репертуаром Рида (включая «Heroin»), и начало партнёрству было положено.
Рид и Кейл (который играл на альте, клавишных и бас-гитаре) жили вместе[прояснить] в Нижнем Ист-Сайде, и пригласили в группу знакомого Рида по колледжу гитариста Стерлинга Моррисона и соседа Кейла — барабанщика Ангуса Маклиса сформировав таким образом The Velvet Underground. Когда группе было предложено сыграть их первое оплачиваемое выступление в Высшей школе Саммита в Саммите, Нью-Джерси, Маклис ушёл, поскольку считал, что брать деньги за искусство — это значит продаться и не хотел принимать участие в выступлении. Он был заменён барабанщицей Мо Такер, изначально только на это выступление, но позже она стала полноценным членом группы и её игра на барабанах стала неотъемлемой частью звучания группы, несмотря на первоначальные возражения Кейла. Несмотря на небольшой коммерческий успех, группа считается одной из самых влиятельных в истории рок-музыки Рид был главным вокалистом и автором песен в группе..
Если бы он не делал ничего другого, его работа с Velvet Underground в конце шестидесятых обеспечила бы ему место в любом пантеоне рок-н-ролла; эти замечательные песни до сих пор служат отчетливым слуховым кошмаром мужчин и женщин, захваченных красотой и ужасом сексуальной, уличной и наркотической паранойи, не желающих или неспособных двигаться. Идея состоит в том, что городская жизнь — это круто — она вас убьет; Рид, поэт разрушения, знает это, но никогда не отворачивается и каким-то образом находит святость и извращенность как в своих грешниках, так и в своих поисках. ... Он по-прежнему остаётся одним из немногих американских художников, способных к духовному бегству.
Вскоре группу заметил Энди Уорхол. Одним из первых вкладов Уорхола была их интеграция в Exploding Plastic Inevitable. Сподвижники Уорхола вдохновили многие песни Рида, когда он попал в процветающую многогранную артистическую сцену… Рид редко давал интервью, не отдавая должное Уорхолу как наставнику. Уорхол подтолкнул группу к тому, чтобы нанять бывшую немецкую модель и певицу Нико. Несмотря на своё первоначальное сопротивление, Рид написал несколько песен для того, чтобы их спела Нико, и они недолго были любовниками.
The Velvet Underground & Nico занял 171 место в американском Billboard 200. Много позже Rolling Stone назвал его 13-м величайшим альбомом всех времен; Брайан Ино однажды заявил, что, хотя альбом купили немногие, большинство из них было вдохновлено на создание собственных групп. Вацлав Гавел отметил, что именно этот альбом, который он купил во время визита в США, вдохновил его стать президентом Чехословакии.
К тому времени, когда группа записала White Light/White Heat, Нико покинула группу, а Уорхол был уволен против воли Кейла. В качестве менеджера Уорхола заменил Стив Сесник. В сентябре 1968 года Кейл покинул группу по настоянию Рида. Моррисон и Такер были сбиты с толку тактикой Рида, но продолжили играть в группе. На замену Кейлу пришёл музыкант из Бостона Дуг Юл, игравший на бас-гитаре, клавишных и вскоре разделивший вокальные обязанности в группе с Ридом. Группа теперь стала более ориентированной на поп-музыку и стала для Рида средством развития своего песенного мастерства. В таком составе они выпустили два альбома: The Velvet Underground 1969 года и Loaded 1970-го. В августе того же 70-го года Рид покинул The Velvet Underground. В 1971 году после ухода Моррисона и Такер группа распалась.

### 1970—75: Глэм-рок и коммерческий прорыв
После ухода из Velvet Uderground Рид переехал в дом родителей на Лонг-Айленд, и устроился машинистом (работал на пишущей машинке) в налоговую бухгалтерскую фирму своего отца, зарабатывая 40 долларов в неделю. В 1971 году он подписал контракт с RCA Records и выпустил свой первый сольный альбом в Morgan Studios (в Уиллесдене, Лондон) с различными сессионными музыкантами, включая Стива Хау и Рика Уэйкмана из группы Yes. Альбом, названный Lou Reed, содержал версии невыпущенных Velvet Underground песен, некоторые из которых были изначально выпущены для Loaded, но были отложены Этот альбом не был замечен большинством критиков поп-музыки и плохо продавался, хотя музыкальный критик Стивен Холден в журнале Rolling Stone назвал его «почти идеальным альбомом… в котором воплощен дух Velvet Uderground». Холден сравнил голос Рида с голосами Мика Джаггера и Боба Дилана и похвалил поэтичность его текстов.
Коммерческий прорыв Рида, альбом Transformer, был выпущен в ноябре 1972 года. Transformer был сопродюсирован Дэвидом Боуи и Миком Ронсоном и открыл Рида более широкой аудитории, особенно в Великобритании. Сингл «Walk on the Wild Side» был отданием чести неудачникам и отбросам, которые когда-то окружали Энди Уорхола в конце 60-х и снимались в его фильмах. Каждый из пяти куплетов песни описывает человека, который был постоянным участником Фабрики с середины до конца 1960-х: (1) Холли Вудлон, (2) Кэнди Дарлинг, (3) «Маленький Джо» Даллесандро, (4) «Фея-сахарная слива» Джо Кэмпбелл и (5) Джеки Кёртис. Трансгрессивные тексты этой песни избежали цензуры радио. Хотя джазовая аранжировка (предоставленная басистом Херби Флауэрсом и саксофонистом Ронни Россом) была музыкально нетипичной для Рида, в конечном итоге песня стала его фирменной. Это произошло в результате выполнения заказа на создание саундтрека к театральной адаптации одноимённого романа Нельсона Олгрена; пьеса не состоялась. «Walk on the Wild Side» была единственной записью Рида в чарте синглов Billboard Hot 100, заняв 16-е место.
Аранжировки Ронсона открыли новые аспекты песен Рида. «Perfect Day», например, отличается нежными струнами и стремительной динамикой. Она была заново открыта в 1990-х[прояснить] и позволила Риду исключить «Walk on the Wild Side» из своих концертов.
Боуи и Рид поссорились во время ночной встречи, в результате чего Рид ударил Боуи. Боуи сказал Риду, что ему придется «привести себя в порядок», если они снова будут работать вместе. Рид нанял местную нью-йоркскую барную группу, Tots, для тура в поддержку Transformer, и они провели большую часть 1972 года и начало 1973 года в поездках. Позднее Рид (при поддержке продюсера Боба Эзрина) решил нанять новую группу в ожидании грядущего альбома Berlin. Он выбрал клавишника Муги Клингмена, чтобы тот выбрал новую группу, состоящую из пяти человек, не позднее чем через неделю.
В 1973 году Рид женился на Бетти Кронстад. Позже она сказала, что во время гастролей он был агрессивным пьяницей. Альбом Berlin (июль 1973 года) был концептуальным альбомом о двух влюбленных в городе любителей скорости. Песни в разной степени касаются домашнего насилия («Caroline Says I», «Caroline Says II»), наркотической зависимости («How Do You Think It Feels»), адюльтера и проституции («The Kids») и самоубийства («The Bed»). В конце 1973 года Рид отправился в европейский тур с лид-гитаристами Стивом Хантером и Диком Уогнером, в котором его «берлинский материал» сочетался с более старыми номерами. Реакция на Berlin во время его выхода была негативной, Rolling Stone назвал его «катастрофой». Рид счел плохие отзывы очень разочаровывающими. С тех пор альбом был переоценен критиками, а в 2003 году Rolling Stone включил его в свой список 500 величайших альбомов всех времен. Berlin достиг 7 места в чарте альбомов Великобритании.
После коммерческого разочарования Berlin Рид подружился со Стивом Кацем из группы Blood, Sweat & Tears (который был братом его тогдашнего менеджера Денниса Каца), который предложил Риду собрать «отличную концертную группу» и выпустить концертный альбом песен Velvet Underground. Кац стал продюсером, и альбом Rock 'n' Roll Animal (февраль 1974 года) содержал живое исполнение песен Velvet Underground «Sweet Jane», «Heroin», «White Light/White Heat» и «Rock and Roll». Живые аранжировки Вагнера и вступление Хантера к «Sweet Jane», которое открывало альбом, придали песням Рида живое рок-звучание, которое он искал, и альбом достиг пика на 45 месте в Billboard 200 на 28 недель и вскоре стал самым продаваемым альбомом Рида. Он стал золотым в 1978 году, с 500 000 сертифицированных продаж.
Альбом Sally Can't Dance, вышедший позже в том же году (в августе 1974 года), стал самым высокочартовым альбомом Рида в Соединённых Штатах, достигнув пика на 10-м месте за 14 недель пребывания в чарте альбомов Billboard 200 в октябре 1974 года.
В октябре 2019 года в архиве музея Энди Уорхола в Питтсбурге, штат Пенсильвания, была обнаружена аудиокассета с неизвестной публике музыкой Рида, основанной на книге Уорхола 1975 года The Philosophy of Andy Warhol: From A to B and Back Again.

### 1975—79: Наркомания и творчество
На протяжении 1970-х годов Рид активно употреблял метамфетамин и алкоголь. Летом 1975 года он был приглашен в качестве хедлайнера на Startruckin' 75 в Европе, гастрольный рок-фестиваль, организованный Майлзом Коуплендом. Однако наркотическая зависимость Рида сделала его недееспособным, и он так и не выступил в туре, что заставило Коупленда заменить его на Айка и Тину Тернер.
Альбом Рида Metal Machine Music (1975) представлял собой час модулированной обратной связи и гитарных эффектов. Описанный Rolling Stone как «трубный стон галактического холодильника», многие критики интерпретировали его как жест презрения, попытку разорвать контракт с RCA или оттолкнуть своих менее искушенных поклонников. Рид утверждал, что альбом был настоящим художественным усилием, вдохновленным дроун-музыкой Ла Монте Янга, и предполагал, что в обратной связи можно найти цитаты из классической музыки, но он также сказал: «Ну, любой, кто дойдет до четвёртой стороны, глупее меня.» Лестер Бэнгс объявил его «гениальным», хотя и психологически тревожным. Альбом, который некоторые музыкальные критики теперь считают шедевром текстурной гитары, по сообщениям, возвращался в магазины тысячами и был снят с продажи через несколько недель.
Лу Рид не просто пишет об убогих персонажах, он позволяет им кривляться и дышать их собственными голосами и раскрашивает знакомые пейзажи их собственными глазами. В процессе Рид создал музыкальное произведение, которое настолько близко подходит к раскрытию параметров человеческой потери и восстановления, насколько мы можем найти. Это, на мой взгляд, делает его одним из немногих настоящих героев рок-н-ролла.
Альбом 1975 года Coney Island Baby был посвящен тогдашней партнерше Рида Рейчел Хамфрис, женщине-трансгендеру, с которой Рид встречался и жил в течение трех лет. Хамфрис также изображена на фотографиях на обложке «лучшего альбома» Рида 1977 года Walk on the Wild Side: The Best of Lou Reed. Альбом Rock and Roll Heart стал его дебютом в 1976 году на новом лейбле Arista, а Street Hassle (1978) был выпущен в разгар панк-рок-сцены, которой он поспособствовал. Рид занял наблюдательную, конкурентную и иногда пренебрежительную позицию по отношению к панкам. Осознавая, что он вдохновил их, он регулярно посещал концерты в CBGB, чтобы следить за художественным и коммерческим развитием многочисленных панк-групп, а в первом номере журнала Punk появилась иллюстрация на обложке и интервью Рида, взятое Легсом Макнилом.

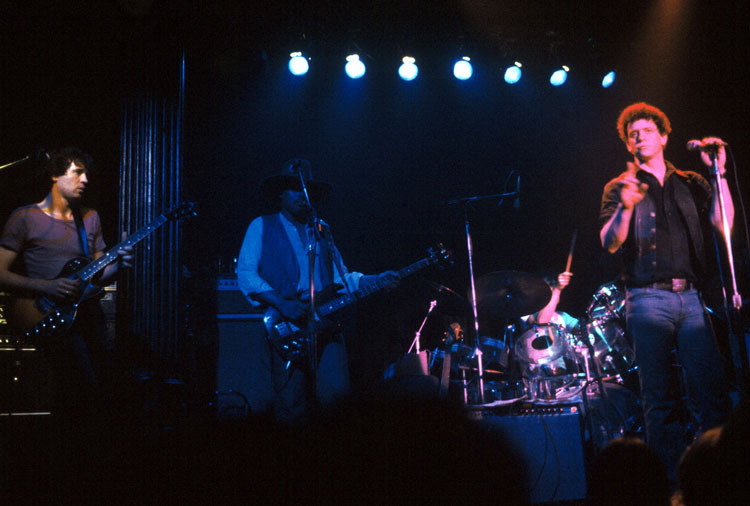
Рид выступает на сцене с гитаристом Чаком Хаммером, июнь 1979, The Bottom Line, Нью-Йорк.

В том же 1978 году Рид выпустил свой третий концертный альбом Live: Take No Prisoners; одни критики считали его «самой смелой работой», другие — «самой глупой». Rolling Stone назвал его «одним из самых смешных концертных альбомов, когда-либо записанных» и сравнил монологи Рида с монологами Ленни Брюса. Рид считал, что это его лучший альбом на сегодняшний день. В The Bells (1979) участвовал джазовый трубач Дон Черри. В течение 1979 года Рид много гастролировал по Европе и Соединённым Штатам, исполняя широкий спектр песен, включая сюиту основных песен из альбома Berlin и заглавную композицию из The Bells с участием Чака Хаммера на гитаре-синтезаторе. Примерно в это время Рид также появился в качестве продюсера звукозаписи в фильме Пола Саймона «One-Trick Pony». Примерно с 1979 года Рид начал избавляться от наркотиков.

### 1980—89: Брак и средний возраст

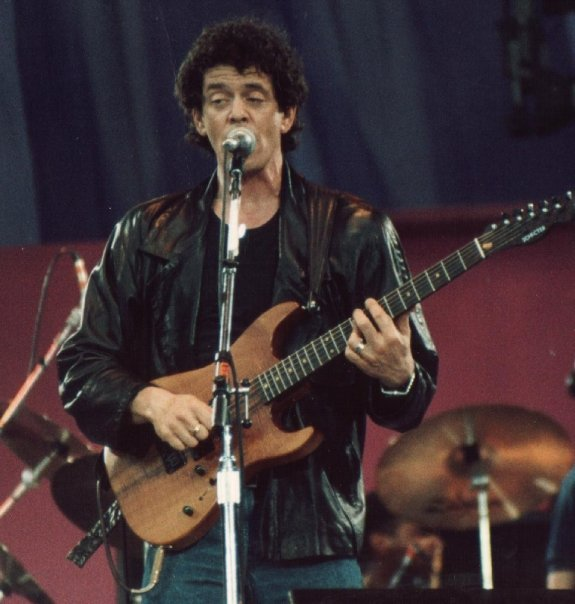
Рид выступает во время благотворительного концерта «A Conspiracy of Hope» на Джайантс Стадиум в Ист-Ратерфорде, Нью-Джерси, 1986 год.

В 1980 году Рид женился на британском дизайнере Сильвии Моралес. Моралес вдохновила Рида на написание нескольких песен, в частности «Think It Over» из альбома 1980 года Growing Up in Public и «Heavenly Arms» из альбома 1982 года The Blue Mask. Последний альбом был восторженно принят критиками, такими как рецензент Rolling Stone Том Карсон, чья рецензия начиналась словами: «The Blue Mask Лу Рида — великая запись, и её гениальность одновременно настолько проста и необычна, что единственная подходящая реакция — удивление. Кто ожидал чего-то подобного от Рида на этой поздней стадии игры?» В Village Voice Роберт Кристгау назвал The Blue Mask «его самым контролируемым, откровенным, глубоко прочувствованным и раскованным альбомом». После Legendary Hearts (1983) и New Sensations (1984) Рид утвердился в качестве публичной фигуры, чтобы стать лицом скутеров Honda. В начале 1980-х годов Рид работал с гитаристами, включая Чака Хаммера в альбоме Growing Up in Public и Роберта Куайна в альбомах The Blue Mask и Legendary Hearts.
Альбом Рида New Sensations 1984 года впервые вошел в Топ-100 в США после альбома 1978 года Street Hassle и впервые вошел в чарт в Великобритании со времён альбома 1976 года Coney Island Baby. Хотя лид-сингл «I Love You, Suzanne» занял только 78 место в чарте UK Singles Chart, он получил легкую ротацию на MTV. Из альбома были выпущены ещё два сингла: «My Red Joystick» и выпущенный только в Голландии «High in the City», но оба не попали в чарты.
В 1998 году The New York Times отметила, что в 1970-х годах у Рида был характерный образ: «Тогда он был публичным геем, притворялся, что употребляет героин на сцене, и культивировал образ „панды из Дахау“ с обрезанными волосами цвета перекиси и черными кругами под глазами.» Газета писала, что в 1980 году «Рид отказался от наркотического театра, даже поклялся не употреблять интоксиканты, стал открытым гетеросексуалом и открыто женился.»
22 сентября 1985 года Рид выступил на первом концерте Farm Aid в Шампейне, штат Иллинойс. Он исполнил песни «Doin' the Things That We Want To», «I Love You, Suzanne», «New Sensations» и «Walk on the Wild Side» в рамках своего сольного сета, а позже сыграл на бас-гитаре для Роя Орбисона во время его выступления. В июне 1986 года Рид выпустил альбом Mistrial (в соавторстве с басистом Фернандо Сондерсом). В поддержку альбома он выпустил два музыкальных видеоклипа: «No Money Down» и «The Original Wrapper». В том же году он присоединился к короткому туру в рамках Amnesty International «A Conspiracy of Hope» и открыто высказывался о политических проблемах и личностях Нью-Йорка. Он также появился в антиапартеидной песне Стивена Ван Зандта 1985 года «Sun City», пообещав не играть на этом курорте.
Альбом 1989 года New York, в котором он комментировал проблемы преступности, СПИДа, активиста за гражданские права Джесси Джексона, тогдашнего президента Австрии Курта Вальдхайма и Папы Римского Иоанна Павла II, стал его второй работой, получившей золотой сертификат, когда его продажи превысили 500 000 в 1997 году. За этот альбом Рид был номинирован на премию «Грэмми» за лучшее мужское рок-вокальное исполнение.

### 1990—99: Воссоединение Velvet Underground и прочие проекты
В 1987 году Рид впервые за несколько лет встретился с Джоном Кейлом на похоронах Уорхола. Они вместе работали над альбомом Songs for Drella (апрель 1990 года), циклом песен об Уорхоле. В альбоме Рид поёт о своей любви к покойному другу и критикует как врачей, которые не смогли спасти жизнь Уорхола, так и потенциальную убийцу Уорхола, Валери Соланас. В 1990 году первый состав Velvet Underground воссоединился для благотворительного шоу Fondation Cartier во Франции. В июне и июле 1993 года Velvet Underground снова воссоединились и отправились в турне по Европе, включая выступление на фестивале Гластонбери; планы североамериканского турне были отменены из-за разногласий между Ридом и Кейлом.
Свой шестнадцатый сольный альбом Magic and Loss Рид выпустил в январе 1992 года. Альбом посвящён теме смертности, его вдохновила смерть двух близких друзей от рака. В 1994 году он появился в альбоме A Celebration: The Music of Pete Townshend and The Who. В том же году он и Моралес развелись.[86] В 1995 году Рид появился в эпизодической роли в неизданной видеоигре Penn & Teller’s Smoke and Mirrors. Если игрок выбирает настройку сложности «невозможно», Рид появляется вскоре после начала игры в виде непобедимого босса, который убивает игрока своим лазерным лучом. Затем Рид появляется на экране и говорит игроку: «Это невозможный уровень, ребята. Невозможный — не значит очень сложный, очень сложный — это выиграть Нобелевскую премию, а невозможный — съесть солнце».
В 1996 году Velvet Underground были введены в Зал славы рок-н-ролла. На церемонии Рид, Кейл и Такер исполнили песню «Last Night I Said Goodbye to My Friend», посвященную Стерлингу Моррисону, который умер в августе предыдущего года. В феврале 1996 года Рид выпустил альбом Set the Twilight Reeling, а позднее в том же году Рид написал песни и музыку для Time Rocker, театральной интерпретации «Машины времени» Г. Г. Уэллса, созданной режиссёром-экспериментатором Робертом Уилсоном. Премьера пьесы состоялась в театре «Талия» в Гамбурге, а позже её также показали в Бруклинской академии музыки в Нью-Йорке.
С 1992 года у Рида были романтические отношения с авангардисткой Лори Андерсон, и они вместе работали над несколькими записями. Они поженились 12 апреля 2008 года.

### 2000—12: Эксперименты с роком и эмбиентом
В феврале 2000 года Рид снова работал с Робертом Уилсоном в театре "Талия" над POEtry, ещё одной постановкой, вдохновленной произведениями писателя 19 века, на этот раз Эдгара Аллана По. В апреле 2000 года Рид выпустил альбом Ecstasy. В январе 2003 года Рид выпустил двойной альбом The Raven, основанный на POEtry. Альбом состоит из песен, написанных Ридом, и разговорных выступлений актёров с переработанными и переписанными текстами Эдгара Аллана По под электронную музыку, написанную Ридом. В нём приняли участие Уиллем Дэфо, Дэвид Боуи, Стив Бушеми и Орнетт Коулман. Также была выпущена однодисковая CD-версия альбома, посвященная только музыке.
В мае 2000 года Рид выступил перед Папой Иоанном Павлом II на Большом юбилейном концерте в Риме. В 2001 году Рид снялся в эпизодической роли в фильме «Нация прозака». 6 октября 2001 года газета New York Times опубликовала стихотворение Рида под названием «Laurie Sadly Listening», в котором он размышляет о терактах 11 сентября (также называемых 9/11). В 2001 году многочисленные радиостанции США передали неверные сообщения о смерти Рида, вызванные мистификацией электронной почты (якобы от агентства Reuters), в которой говорилось, что он умер от передозировки наркотиков. В апреле 2003 года Рид начал мировое турне с участием виолончелистки Джейн Скарпантони и певицы Энони.
В 2003 году Рид выпустил книгу фотографий «Эмоции в действии». Она состояла из книги формата А4 под названием «Эмоции» и книги меньшего размера под названием «Действия», вложенной в твёрдую обложку. В январе 2006 года он выпустил вторую книгу фотографий, «Нью-Йорк Лу Рида». Третий том, «Романтизм», был выпущен в 2009 году.

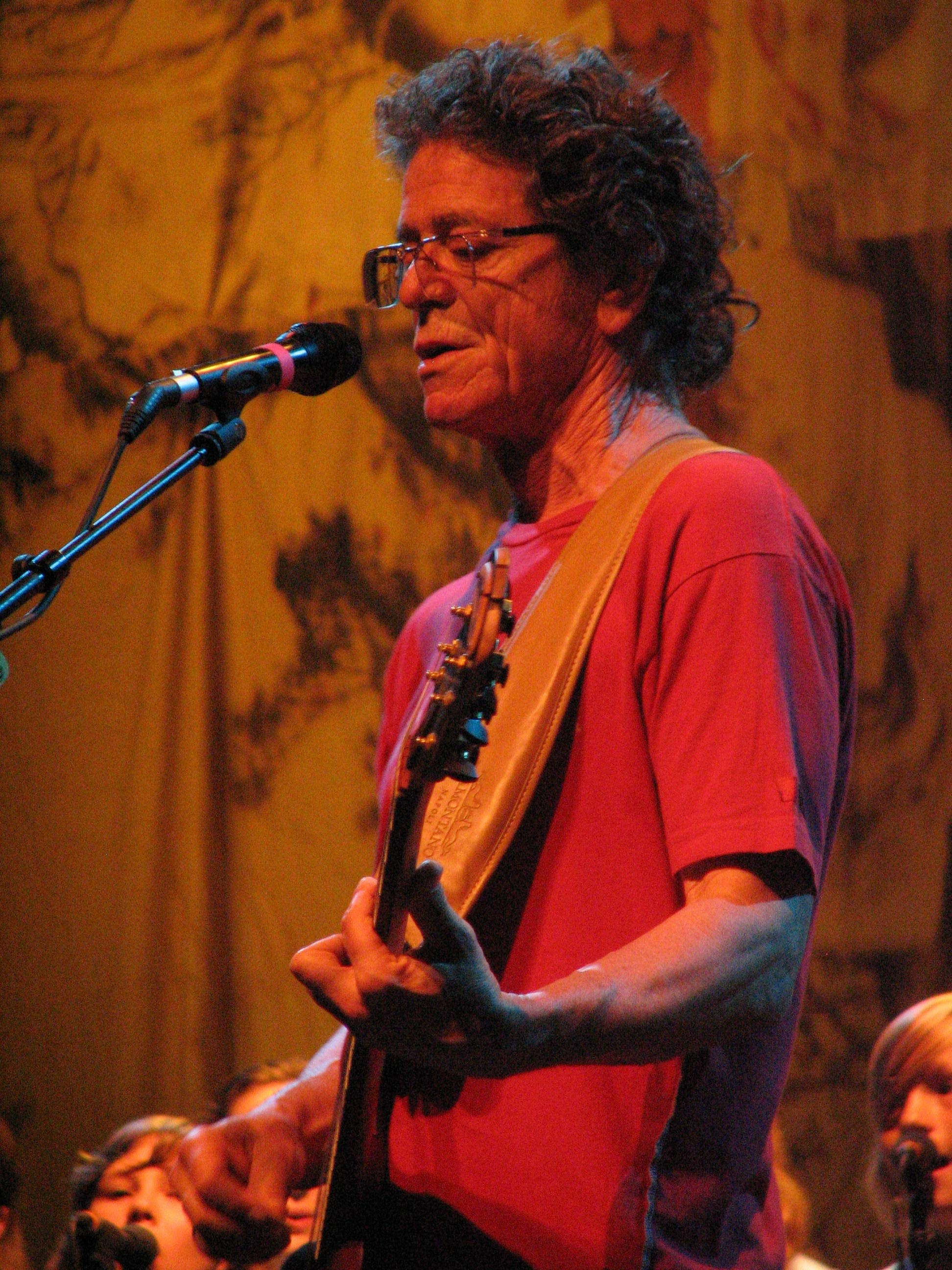
Рид выступает в Малаге, Испания, 2008 год

В 2004 году был выпущен ремикс от Groovefinder на его песню «Satellite of Love» под названием «Satellite of Love '04». Он занял 10-е место в британском чарте синглов.
В октябре 2006 года Рид выступил на трибьют-шоу Леонарда Коэна от Хэла Уиллнера «Came So Far for Beauty» в Дублине вместе с Лори Андерсон, Ником Кейвом, Энони, Джарвисом Кокером и Бет Ортон. Он исполнил хэви-металлическую версию песни Коэна «The Stranger Song».
В декабре того же года Рид сыграл серию концертов в St. Ann's Warehouse, Бруклине, основанных на Berlin. Рид играл с гитаристом Стивом Хантером, который играл в оригинальном альбоме и Rock 'n' Roll Animal, к нему присоединились певицы Энони и Шэрон Джонс. Продюсерами концерта выступили Боб Эзрин, который также продюсировал оригинальный альбом, и Хэл Уиллнер. Концерт прошел на Сиднейском фестивале в январе 2007 года и в Европе в июне и июле 2007 года. Альбомная версия концерта, озаглавленная Berlin: Live at St. Ann's Warehouse, и концертная видеозапись этих концертов были выпущены в 2008 году. В апреле 2007 года он выпустил Hudson River Wind Meditations, альбом медитативной музыки в стиле эмбиент. Он был выпущен на звукозаписывающем лейбле Sounds True. В июне 2007 года он выступил на «Traffic Festival 2007» в Турине, Италия, пятидневном бесплатном мероприятии, организованном городом. В том же месяце песня «Pale Blue Eyes» была включена в саундтрек к франкоязычному фильму «Скафандр и бабочка». В августе 2007 года Рид записал песню «Tranquilize» с группой The Killers в Нью-Йорке, дуэт с Брэндоном Флауэрсом для альбома би-сайдов и раритетов Sawdust.

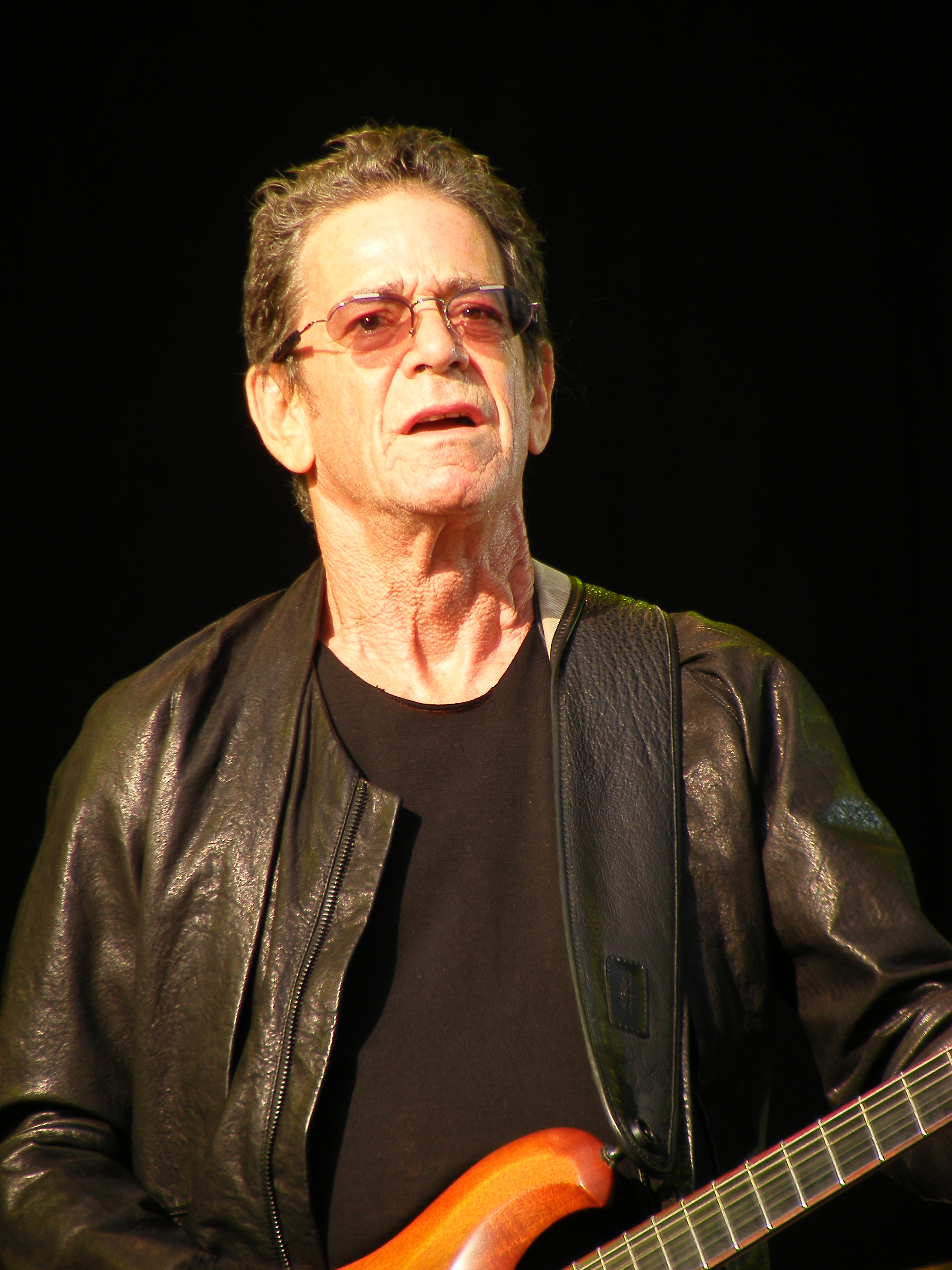
Рид во время выступления на фестивале
Hop Farm в Пэддок-Вуде, Кент, 2011 год

2 и 3 октября 2008 года он представил свою новую группу, которая впоследствии получила название Metal Machine Trio, в концертном комплексе Walt Disney Concert Hall в Лос-Анджелесе. Трио включало Ульриха Кригера (саксофон) и Сарта Калхуна (электроника) и играло импровизированную инструментальную музыку, вдохновлённую альбомом Metal Machine Music. Записи концертов были выпущены под названием The Creation of the Universe. Трио выступило в нью-йоркском театре Gramercy в апреле 2009 года, а также в составе группы Рида на фестивале Lollapalooza 2009 года.
Рид озвучил злодея Урдалака в анимационном/живом художественном фильме Люка Бессона 2009 года «Артур и месть Урдалака» и снялся в роли самого себя в фильме Вима Вендерса 2008 года «Съёмки в Палермо».
Рид исполнил песни «Sweet Jane» и «White Light/White Heat» вместе с Metallica в Madison Square Garden во время празднования двадцать пятой годовщины Зала славы рок-н-ролла 30 октября 2009 года. В 2010 году Рид исполнил песню «Some Kind of Nature» с виртуальной группой Gorillaz из их третьего студийного альбома Plastic Beach. В октябре 2011 года Metallica и Рид выпустили совместный альбом Lulu.. Он был основан на пьесе «Лулу» немецкого драматурга Франка Ведекинда (1864—1918). Альбом получил смешанные и в основном негативные отзывы от музыкальных критиков. Сам Рид пошутил, что у него не осталось поклонников. Альбом дебютировал на 36 месте в Billboard 200 с продажами за первую неделю в 13 000 копий и разойдясь тиражом в 280,000 копий по всему миру.
В 2012 году Рид сотрудничал с инди-рок группой Metric в работе над «The Wanderlust», десятым треком их пятого студийного альбома Synthetica. Это была последняя оригинальная композиция, над которой он работал.

### Посмертный релиз
В июне 2022 года компания Light in the Attic Records совместно с Лори Андерсон объявила о выпуске сборника Lou Reed Archive Series. В сборнике будет опубликован неизданный материал с альбомом под названием Words & Music, May 1965.

## Личная жизнь
В юношестве Рид был подвергнут электросудорожной терапии, в чём он винил своего отца. Произошедшее стало причиной психологической травмы и вызвало частичную потерю памяти; об этом была написана песня Kill Your Sons. Рид считал, что таким образом хотели изменить его сексуальную ориентацию.
Альбом Coney Island Baby посвящён тогдашней партнёрше Рида, трансгендерной женщине Рэйчел Хамфрис, с которой его связывали трёхлетние отношения.
Рид был женат трижды. В 1973 году он женился на Бетти Кронштадт. Они развелись в том же году. В 1980 году Рид женился на британском дизайнере Сильвии Моралес. Моралес вдохновила Рида на написание нескольких песен, в частности «Think It Over» из альбома «Growing Up in Public» и «Heavenly Arms» из альбома «The Blue Mask». Они развелись в 1990 году. С конца 1990-х годов Рид состоял в отношениях с перформансисткой Лори Андерсон. Они поженились в 2008 году и были вместе вплоть до смерти Рида.

## Смерть и признание
На протяжении нескольких лет Рид страдал от гепатита и сахарного диабета. У него также развился рак печени. В мае 2013 года он перенёс операцию по её пересадке. 27 октября 2013 года Рид скончался в результате болезни печени в своём доме в Ист-Хамптоне в возрасте 71 года. Он был кремирован, а его прах был отдан семье.
Лори Андерсон описала Рида как «принца и бойца», и сказала, что его последние дни были спокойными. Дэвид Бирн, Патти Смит, Дэвид Боуи, Моррисси, Игги Поп, Кортни Лав, Ленни Кравиц и многие другие музыканты также отдали дань уважения Риду. Бывшие участники Velvet Underground Мо Такер и Джон Кейл сделали заявления в связи со смертью Рида; известные люди вне музыкальной индустрии также выразили своё почтение, например, кардинал Джанфранко Равази.
27 октября 2013 года, в день смерти Рида, Pearl Jam посвятили ему свою песню Man of the Hour на выступлении в Балтиморе, а затем сыграли I’m Waiting for the Man. The Killers посвятили Риду исполнение Pale Blue Eyes на фестивале Life Is Beautiful в Лас-Вегасе в день его смерти. My Morning Jacket исполнили кавер на песню Oh! Sweet Nuthin’ в Калифорнии, а Arctic Monkeys исполнили и Walk on the Wild Side в Ливерпуле. Той же ночью Phish устроили выступление в Хартфорде с песней Rock & Roll Velvet Underground. 14 марта 2014 года Ричард Бэрон и Алехандро Эсковедо спродюсировали и организовали первый полномасштабный трибьют Лу Риду на музыкальном фестивале South by Southwest в Остине, где его произведения исполнили более двадцати музыкальных коллективов с разных стран.
Имущество Рида было оценено в 30 миллионов долларов, из которых 20 миллионов долларов были получены после его смерти. Он оставил всё жене и сестре.
16 декабря 2014 года Рид был включён в Зал славы рок-н-ролла в качестве сольного исполнителя.
В его честь был назван астероид 270553 Loureed, открытый Майком Мейером в Паломарской обсерватории в 2002 году.
Архив его писем и других личных вещей был подарен Нью-йоркской публичной библиотеке исполнительских видов искусства.
В 2015 году в неофициальной биографии «Записки из бархатного подполья» биограф Говард Соунс описал Рида как женоненавистника и жестокого по отношению к женщинам, с которыми он состоял в отношениях, и расиста, называвшего Донну Саммер и Боба Дилана расовыми и этническими оскорблениями.
В 2023 году журнал Rolling Stone поместил Рида на 107-е место в списке 200 величайших певцов всех времен.
В 2023 году Лори Андерсон издала книгу «Искусство прямой линии: Моя тайцзи». Книга, получившая признание критиков, рассказывает о глубокой любви и приверженности Рида к тайцзи и медитации в изложении Рида, его друзей и близких.

## Оборудование

### Гитары
Основной гитарой Рида в эпоху Velvet Underground была Gretsch Country Gentleman 1964 года, которую он сильно модифицировал, до такой степени, что она стала неиграбельной. Он играл на различных стоковых Fender Telecaster, позже предпочитая модели, созданные специально для него, такие как Rick Kelly 'Lou Reed's T' Custom Telecaster и Fender Custom Shop Danny Gatton Telecaster. На протяжении своей карьеры он играл на различных других электрогитарах:
- Carl Thompson[161]
- Steve Klein[157]
- Epiphone Riviera[157]
- Steinberger[англ.] Synapse Transcale ST-2FPA Custom[157]
- Gibson ES-335TD
- Fender Electric XII[англ.] 12-струнная
- Gibson SG

### Усилители
- Jim Kelley Amplifiers[англ.][158][159]
- Fender 'wide panel tweed' Deluxe Amp 5C3[англ.]
- Soldano[англ.] SLO 100 100 Вт-ламповый гитарный усилитель
- Tone King[англ.] Комбинированный гитарный усилитель 1×12
- Sears Silvertone[англ.] 1484 Twin-Twelve

## Дискография

### Студийные альбомы в составе группы The Velvet Underground
- The Velvet Underground and Nico (1967)
- White Light/White Heat (1968)
- The Velvet Underground (1969)
- Loaded (1970)

### Сольные студийные альбомы
- Lou Reed (1972)
- Transformer (1972)
- Berlin (1973)
- Sally Can’t Dance (1974)
- Metal Machine Music (1975)
- Coney Island Baby (1976)
- Rock and Roll Heart (1976)
- Street Hassle (1978)
- The Bells (1979)
- Growing Up in Public (1980)
- The Blue Mask (1982)
- Legendary Hearts (1983)
- New Sensations (1984)
- Mistrial (1986)
- New York (1989)
- Magic and Loss (1992)
- Set the Twilight Reeling (1996)
- Ecstasy (2000)
- The Raven (2003)
- Hudson River Wind Meditations (2007)

### Совместные работы
- Songs for Drella (1990) — с Джоном Кейлом
- «Tranquilize» (2007) — с The Killers
- The Stone: Issue Three (2008) — с Лори Андерсон и Джоном Зорном
- The Creation of the Universe (2008) — с Metal Machine Trio
- «Some Kind of Nature» (2010) — с Gorillaz
- Lulu (2011) — с Metallica
- «The Wanderlust» (2012) — c Metric